# Calvin Ramsay
Calvin William Ramsay (Aberdeen, 31 luglio 2003) è un calciatore scozzese, difensore del Liverpool.

## Caratteristiche tecniche
È un terzino destro che può agire anche come laterale di centrocampo, dotato di un'ottima tecnica e abile nel fornire assist ai suoi compagni di squadra.

## Carriera

### Club

#### Aberdeen
Cresciuto nel settore giovanile dell'Aberdeen, ha esordito in prima squadra il 20 marzo 2021 disputando l'incontro di Scottish Premiership perso 1-0 contro il Dundee Utd.
Segna la sua prima rete il 2 aprile 2022 in campionato contro il Dundee.

#### Liverpool e prestiti a Preston, Bolton e Wigan
Il 19 giugno 2022 viene ufficializzato il suo trasferimento al Liverpool, per una cifra di 4,9 milioni di euro. Il 1º novembre 2022, Ramsey ha fatto il suo debutto con il Liverpool subentrando all'87º minuto nella vittoria per 2-0 contro il Napoli in Champions League. Il 9 novembre successivo parte titolare nella vittoria contro il Derby County nel terzo turno della Coppa di Lega. Nel febbraio 2023, dopo aver collezionato solo 2 presenze con la prima squadra, si ferma per un grave infortunio fino al termine della stagione.
Il 13 giugno 2023 viene mandato in prestito fino al termine della stagione al Preston N.E. Debutta con il club il 28 novembre seguente, in una sconfitta esterna contro il Middlesbrough. Il 15 gennaio 2024, visto lo scarso impiego, il prestito viene risolto.
Il 29 gennaio 2024 viene ceduto in prestito al Bolton per il resto della stagione. Fa il proprio debutto con i Trotters quattro giorni dopo, in un pareggio interno contro il Barnsley. In 6 mesi di permanenza, lo scozzese totalizza appena 4 presenze.
Il 5 giugno 2024 viene ufficializzata la sua cessione in prestito annuale al Wigan.
Il 13 gennaio 2025 passa in prestito al Kilmarnock.

### Nazionale
Ha giocato nelle nazionali giovanili scozzesi Under-16, Under-17 ed Under-21, per poi venire convocato per la prima volta in nazionale maggiore il 9 novembre 2022. Esordisce 7 giorni dopo in occasione dell'amichevole persa 2-1 in casa della Turchia.

## Statistiche

### Presenze e reti nei club
Statistiche aggiornate al 29 gennaio 2024.
| Stagione        | Squadra         | Campionato      | Campionato | Campionato | Coppe nazionali | Coppe nazionali | Coppe nazionali | Coppe continentali | Coppe continentali | Coppe continentali | Altre coppe | Altre coppe | Altre coppe | Totale | Totale |
| Stagione        | Squadra         | Comp            | Pres       | Reti       | Comp            | Pres            | Reti            | Comp               | Pres               | Reti               | Comp        | Pres        | Reti        | Pres   | Reti   |
| --------------- | --------------- | --------------- | ---------- | ---------- | --------------- | --------------- | --------------- | ------------------ | ------------------ | ------------------ | ----------- | ----------- | ----------- | ------ | ------ |
| 2020-2021       | Aberdeen        | SP              | 1+3        | 0          | CS+CdL          | 2+0             | 0               | UEL                | 0                  | 0                  |             | -           | -           | 6      | 0      |
| 2021-2022       | Aberdeen        | SP              | 22+2       | 1+0        | CS+CdL          | 2+1             | 0               | UECL               | 6                  | 0                  |             | -           | -           | 33     | 1      |
| Totale Aberdeen | Totale Aberdeen | Totale Aberdeen | 23+5       | 1+0        |                 | 5               | 0               |                    | 6                  | 0                  |             | -           | -           | 39     | 1      |
| 2022-2023       | Liverpool       | PL              | 0          | 0          | FACup+CdL       | 0+1             | 0               | UCL                | 1                  | 0                  | CS+EFLT     | 0+1         | 0+1         | 3      | 1      |
| 2023-gen. 2024  | Preston N.E.    | FLC             | 2          | 0          | FACup+CdL       | -               | -               | -                  | -                  | -                  | -           | -           | -           | 2      | 0      |
| gen.-giu. 2024  | Bolton          | FL1             | -          | -          | FACup+CdL       | -               | -               | -                  | -                  | -                  | EFLT        | -           | -           | -      | -      |
| Totale carriera | Totale carriera | Totale carriera | 30         | 1          |                 | 6               | 0               |                    | 7                  | 0                  |             | 1           | 1           | 44     | 2      |

### Cronologia presenze e reti in nazionale
| Cronologia completa delle presenze e delle reti in nazionale ― Scozia | Cronologia completa delle presenze e delle reti in nazionale ― Scozia | Cronologia completa delle presenze e delle reti in nazionale ― Scozia | Cronologia completa delle presenze e delle reti in nazionale ― Scozia | Cronologia completa delle presenze e delle reti in nazionale ― Scozia | Cronologia completa delle presenze e delle reti in nazionale ― Scozia | Cronologia completa delle presenze e delle reti in nazionale ― Scozia | Cronologia completa delle presenze e delle reti in nazionale ― Scozia |
| Data                                                                  | Città                                                                 | In casa                                                               | Risultato                                                             | Ospiti                                                                | Competizione                                                          | Reti                                                                  | Note                                                                  |
| --------------------------------------------------------------------- | --------------------------------------------------------------------- | --------------------------------------------------------------------- | --------------------------------------------------------------------- | --------------------------------------------------------------------- | --------------------------------------------------------------------- | --------------------------------------------------------------------- | --------------------------------------------------------------------- |
| 16-11-2022                                                            | Diyarbakır                                                            | Turchia                                                               | 2 – 1                                                                 | Scozia                                                                | Amichevole                                                            | -                                                                     | 46’                                                                   |
| Totale                                                                |                                                                       | Presenze                                                              | 1                                                                     |                                                                       | Reti                                                                  | 0                                                                     |                                                                       |